# Heinrich Wilhelm Brandes
Heinrich Wilhelm Brandes (* 27. Juli 1777 in Groden (gehörte zum hamburgischen Amt Ritzebüttel, heute zu Cuxhaven); † 17. Mai 1834 in Leipzig) war ein deutscher Physiker, Meteorologe und Astronom.

## Leben
Er wurde 1777 als dritter Sohn des Predigers Albert Georg Brandes in Groden (Cuxhaven) geboren. Er studierte von 1796 bis 1798 an der Universität Göttingen bei Abraham Gotthelf Kästner und Georg Christoph Lichtenberg und promovierte 1800 bei ihnen. Zu seinen Kommilitonen gehörte u. a. Carl Friedrich Gauß. Eine kurze Zeit war er als Privatlehrer tätig.
Von 1801 bis 1811 war er zunächst Deichkonstrukteur an der Weser im Herzogtum Oldenburg am Jadebusen im
Dorf Eckwarden, später Deichinspektor am unteren rechten Weserufer.
1811 wurde er Professor für Mathematik an der neu gegründeten Universität Breslau. 1826 wechselte er als Professor für Physik an die Universität Leipzig.
Er war sehr vielseitig tätig, u. a. schuf er eine beachtliche Anzahl von Lehrbüchern zur Mathematik.
In seiner 1826 an der Universität Leipzig eingereichten Dissertation veröffentlichte er die ersten Wetterkarten. Damit gilt er als Begründer der Synoptischen Meteorologie.
1824 hat er eine neuartige Methode angegeben, um die Eulersche Konstante numerisch zu berechnen.
Ab 1830 war er zum korrespondierendes Mitglied der Göttinger Akademie der Wissenschaften. Im Dezember 1833 wurde er zum korrespondierenden Mitglied der Russischen Akademie der Wissenschaften in St. Petersburg gewählt.
Er starb am 17. Mai 1834 in Leipzig.

## Werke
- Versuche, die Entfernung, die Geschwindigkeit und die Bahnen der Sternschnuppen zu bestimmen (mit Johann Friedrich Benzenberg; 1800) (Digitalisat)
- Lehrbuch der Arithmetik, Geometrie und Trigonometrie (1 Band. Schulze, Oldenburg 1808-)
  - 1. Lehrbuch der Arithmetik (Digitalisat)
- Lehrbuch der Geometrie und Trigonometrie. Schulze, Oldenburg 1810 (Digitalisat)
- Die vornehmsten Lehren der Astronomie deutsch dargestellt in Briefen an eine Freundin. 4 Bde. Leipzig 1811–1816. Bd. 1 (1816). Bd. 2 (1816)., (Digitalisat)
- Lehrbuch der Gesetze des Gleichgewichts und der Bewegung fester und flüssiger Körper. 2 Bde. Leipzig 1817 (Digitalisat)
- Bericht von dem Erfolg gleichzeitig unternommener Sternschnuppen-Beobachtungen an einigen Orten in Schlesien. 1818. (Digitalisat)
- Umständliche Anleitung zur Beobachtung von Sternschnuppen (in einem Briefe an den Professor Gilbert). In: Annalen der Physik, Jg. B. 62, S. 284–299, 1819 (Digitalisat)
- Untersuchungen über den mittleren Gang der Wärmeänderungen durchs ganze Jahr; über gleichzeitige Witterungs – Ereignisse in weit voneinander entfernten Weltgegenden; über die Formen der Wolken, die Entstehung des Regens und der Stürme; und über andere Gegenstände der Witterungskunde. Barth, Leipzig 1820
- Beiträge zur Witterungskunde : mit 2 Kupfertaf. u. 7 illum. Witterungstab. Barth, Leipzig 1820 (Digitalisat)
- Unterhaltungen für Freunde der Physik und Astronomie. 3 Bände, Barth, Leipzig 1825–1829 (Digitalisat)
- Vorlesungen über die Astronomie, zur Belehrung derjenigen, denen es an mathematischen Vorkenntnissen fehlt. 2 Bde. Leipzig: G. J. Göschen, 1827. Bd. 1. Bd. 2.
- Vorlesungen über die Naturlehre (3 Bände. Göschen, Leipzig 1830–1832)
  - Erster Theil (Digitalisat und Volltext im Deutschen Textarchiv; Digitalisat (ULB Düsseldorf))
  - Zweiter Theil (Digitalisat und Volltext im Deutschen Textarchiv; Digitalisat (ULB Düsseldorf))
  - Dritter Theil (Digitalisat und Volltext im Deutschen Textarchiv; Digitalisat (ULB Düsseldorf))
- Aufsätze über Gegenstände der Astronomie und Physik, für Leser aus allen Ständen. Göschen, Leipzig 1835 (Digitalisat)